# Botanophila spinisternata
Botanophila spinisternata är en tvåvingeart som först beskrevs av Masayoshi Suwa 1974.  Botanophila spinisternata ingår i släktet Botanophila och familjen blomsterflugor. Inga underarter finns listade i Catalogue of Life.